# Izabela Rogozińska

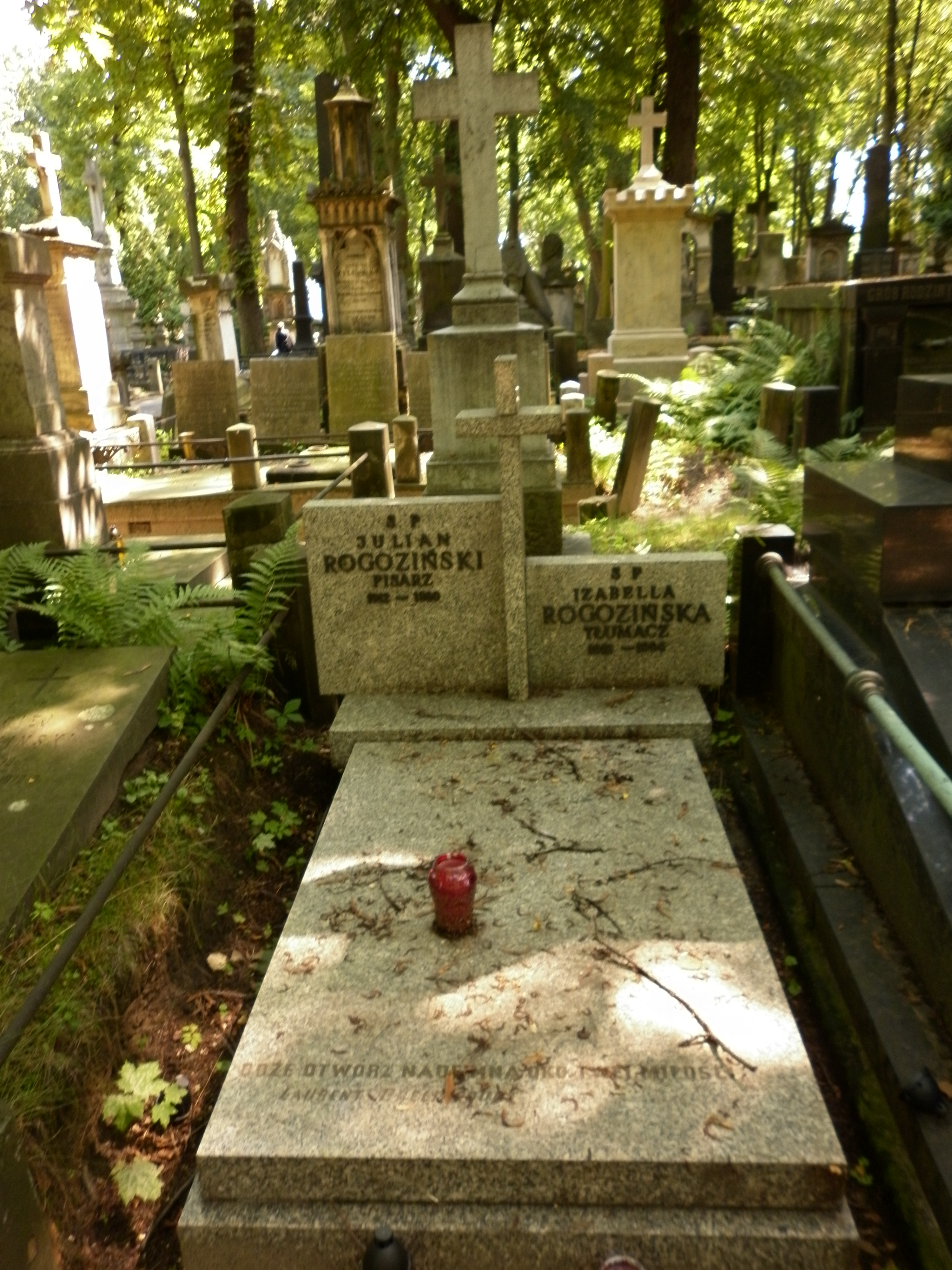
Grób Juliana i Izabeli Rogozińskich na cmentarzu Powązkowskim w Warszawie

Izabela Rogozińska także: Izabella Rogozińska, a przedtem Izabella Jędrzejowska z domu Remiszewska (ur. 1918, zm. 21 kwietnia 1994 w Warszawie (?)) – polska tłumaczka literatury francuskiej.

## Życiorys
Przetłumaczyła utwory Aleksandra Dumasa, André Gide'a, Wiktora Hugo, Juliusza Verne’a, Émila Zoli i innych.
W latach 1950–2002 jej tłumaczenia (np. wielokrotnie wznawiane powieści Juliusza Verne'a - 19 wydań Dzieci kapitana Granta, 7 wydań Dwa lata wakacji; Rozbitek z Cynthii) opublikowano w wydawnictwach Czytelnik, Nasza Księgarnia, PIW, Prószyński i S-ka i innych.
Była drugą żoną pisarza Juliana Rogozińskiego, matką Krzysztofa Jędrzejowskiego.
Pochowana na cemntarzu Powązkowskim w Warszawie (kwatera 4-6-5).